# Kaliua
Kaliua es un valiato de Tanzania perteneciente a la región de Tabora.
En 2012, el valiato tenía una población de 393 358 habitantes, de los cuales 17 073 vivían en la kata de Kaliua.
El valiato se ubica en el oeste de la región, limitando con las regiones de Shinyanga, Geita, Kigoma y Katavi. La localidad se ubica unos 100 km al oeste de la capital regional Tabora, sobre la carretera que lleva a Kigoma.

## Subdivisiones
Se divide en las siguientes 21 katas:
- Ichemba
- Igagala
- Igombe Mkulu
- Igwisi
- Kaliua
- Kamsekwa
- Kanindo
- Kanoge
- Kashishi
- Kazaroho
- Milambo
- Mwongozo
- Sasu
- Seleli
- Silambo
- Ugunga
- Ukumbisiganga
- Ushokola
- Usinge
- Uyowa
- Zugimlole